# Monroe (Michigan)
Pour les articles homonymes, voir Monroe.
Monroe est une ville située dans l’État américain du Michigan. Elle est le siège du comté de Monroe. Sa population est de 20 733 habitants en 2010.

## Histoire
Le général Custer a vécu la plus grande partie de son enfance à Monroe. Une statue commémorative de Custer trône au centre-ville depuis 1910.

## Culture locale et patrimoine

### Lieux et monuments
- Église Saint-Jean-Baptiste de Monroe

### Personnalités liées à la ville
- Tanya Mars, artiste canadienne, y est née.
- Tonya Kinzinger, comédienne (Sous le soleil), y est née le 20 juin 1968.

## Source
- (en) Cet article est partiellement ou en totalité issu de l’article de Wikipédia en anglais intitulé « Monroe, Michigan » (voir la liste des auteurs).